# Raymond Talleux
Raymond Talleux, francoski veslač, * 2. marec 1901, Boulogne-sur-Mer, Nord-Pas-de-Calais, † 21. marec 1982, Saint-Martin-Boulogne, Nord-Pas-de-Calais.
Taleux je za Francijo nastopil na Poletnih olimpijskih igrah 1924 v Parizu, kjer je v četvercu s krmarjem osvojil srebrno medaljo
Na istih igrah je nastopil tudi v dvojcu s krmarjem, ki je osvojil četrto mesto.